# Gran Casino
Gran Casino o En el viejo Tampico è un film del 1947 diretto da Luis Buñuel.
È il primo film girato in Messico dal regista iberico e si può definire un film puramente commerciale.

## Trama
Usciti dal carcere Gerardo Ramírez e Demetrio García iniziano a lavorare per un petroliere argentino José Enrique Irigoyen.
L'uomo scompare e arriva la sorella Mercedes decisa a trovarlo a tutti i costi. La donna però pur sospettando un coinvolgimento dei due uomini finisce per sentirsi attratta proprio da Gerardo.